# Pedro Antonio Vidal

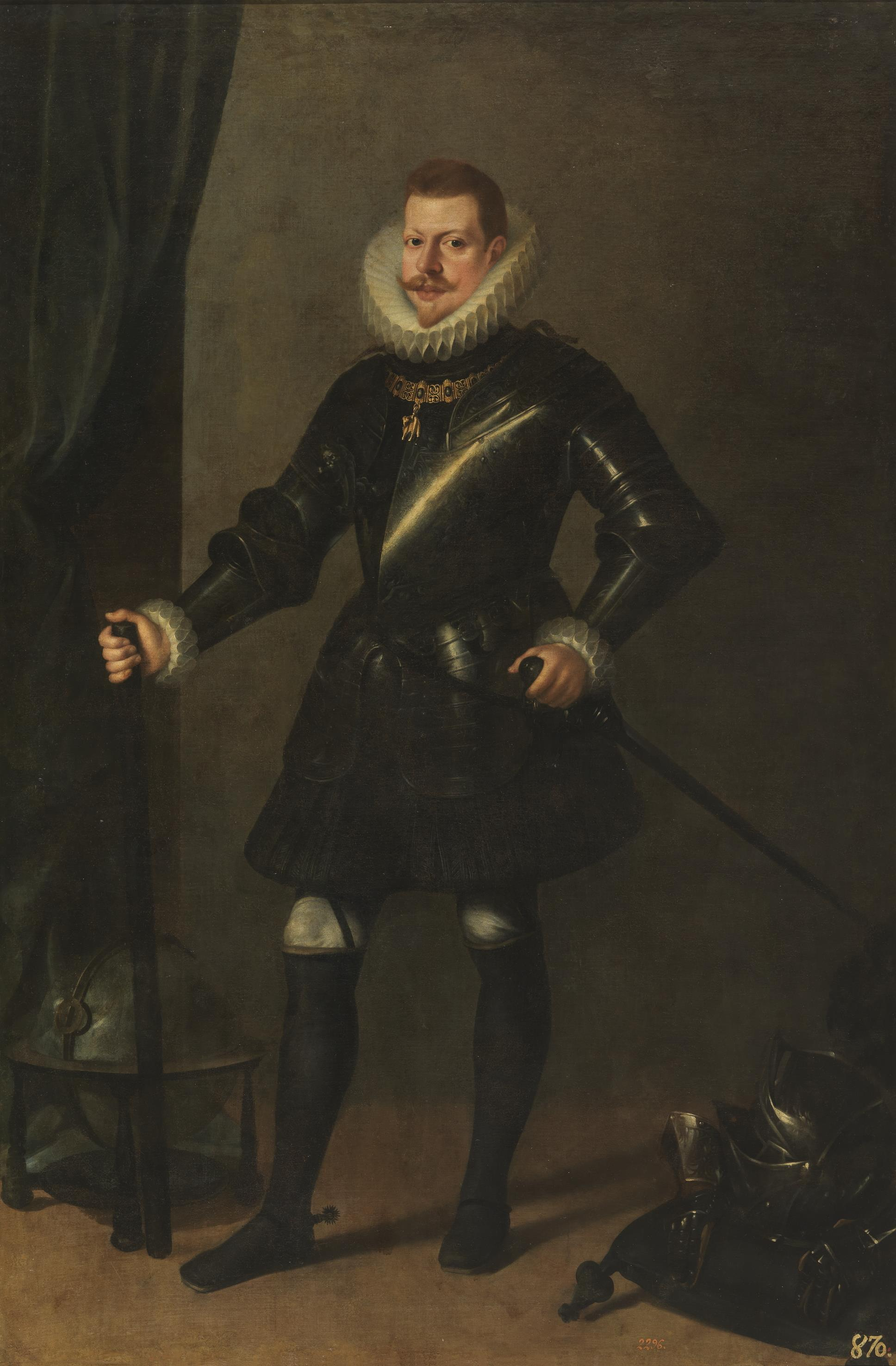
Felipe III en armadura, 1617, óleo sobre lienzo (200 x 135 cm), Madrid, Museo del Prado.

Pedro Antonio Vidal (c. 1570- ?) fue un pintor español adscrito a la tradición del retrato cortesano en la corte de Felipe III.

## Biografía
Apenas existen datos de este artista, al parecer nacido en Castellón y que habría sido pintor del duque de Lerma. Consta que en 1616, a la muerte de Pedro de Guzmán, solicitó la plaza de pintor del rey para la que llegó a estar designado, pero finalmente dicha plaza quedó sin cubrir al reclamar la Junta de Obras que se amortizase por falta de fondos. Un año después trabajaba en el Alcázar de Madrid, cobrando por un retrato de Felipe III que se ha supuesto se trate del retrato en armadura con bastón de general y esfera armilar que guarda el Museo del Prado, del que existe una copia en el Salón de Reyes del Monasterio de las Descalzas Reales y otra, reducida al medio cuerpo, en el Museo Casa de Cervantes de Valladolid. De acuerdo con las pautas del retrato cortesano, Vidal se aproxima a los de Juan Pantoja de la Cruz en la composición, pero lo supera por la contención de su paleta, de tonos oliva, y el tratamiento de la luz, que hace que la figura destaque con fuerza sobre el fondo hasta hacer «lamentar que no se conozcan más obras de su mano».
Al mismo tiempo trabajaba para Francisco de Sandoval y Rojas, primer duque de Lerma, quien hizo donación a su convento de San Blas en Lerma de dos retratos del duque «de los doce que hizo Pedro Antonio». Uno de ellos pudiera ser el retrato de tres cuartos (151 x 129 cm) conservado en la colección de los duques del Infantado en Madrid, de una calidad y entonación próxima a la del retrato del Prado.
Por su vinculación con el duque de Lerma se le han atribuido también las pinturas del retablo mayor del citado monasterio de San Blas en la villa de Lerma, rematado por copias de algunas de las tablas del retablo de San Bavón en Gante de Jan van Eyck. Las pinturas de los cuerpos bajos, asignadas indiscriminadamente a Vidal, responden en realidad a varias manos y algunas no parecen corresponder al retablo original, habiendo sido recortadas para hacerlas encajar en los espacios que ocupan. Descartada una participación más amplia, únicamente en las dos del primer cuerpo —Coronación de espinas y Oración del huerto—, en las que los rostros se han tratado con cierta individualización, podría verse la mano de un retratista.